# 디터 라저
디터 라저(Dieter Laser, 1942년 2월 17일 ~ 2020년 2월 29일)는 독일의 배우이다.

## 출연 작품
- 11월 (2017)
- 휴먼 센티피드 3  (2015)
- 휴먼 센티피드 (2009)
- 나는 또 다른 여자다 (2006)
- 소녀는 울지 않는다 (2002)
- 존 말코비치의 25시 (1996)
- 카스파 하우저 (1993)
- 비너스 (1991)
- 특급 공작 (1990)
- 독일의 가을 (1978)
- 목성 특급 (1977)